# Morris Possoni
Morris Possoni (Ponte San Pietro, 1 juli 1984) is een Italiaans voormalig wielrenner.

## Overwinningen
2005
- 1e etappe en eindklassement Giro delle Valli Cuneesi nelle Alpi di Mare
- 1e etappe en eindklassement Giro della Valle d'Aosta

2008
- Sprintklassement Ronde van Romandië

2009
- 3e etappe Ronde van Romandië (ploegentijdrit)
- 1e etappe Ronde van Italië (ploegentijdrit)

## Resultaten in voornaamste wedstrijden
| Jaar | Ronde van Italië | Ronde van Frankrijk | Ronde van Spanje |
| ---- | ---------------- | ------------------- | ---------------- |
| 2006 |                  |                     |                  |
| 2007 |                  |                     | 88e              |
| 2008 | 44e              |                     |                  |
| 2009 | 83e              |                     |                  |
| 2010 | opgave           |                     |                  |
| 2011 | 79e              |                     | 80e              |
| 2012 |                  |                     | opgave           |

| Jaar | Luik-Bast.‑Luik | Ronde van Lombardije |  | Wereldranglijsten |
| ---- | --------------- | -------------------- |  | ----------------- |
| 2006 |                 | 81e                  |  |                   |
| 2007 | 95e             | 95e                  |  |                   |
| 2008 |                 | 9e                   |  | 127e (UPT)        |
| 2009 |                 | 85e                  |  |                   |
| 2010 |                 |                      |  |                   |
| 2011 |                 |                      |  |                   |